# Julian Friedrich
Julian Friedrich (* 26. März 1976) ist ein deutscher Schauspieler.
Friedrich begann mit der Schauspielerei in seinen Teenagerjahren. In der Fernsehserie Die glückliche Familie spielte er in 10 Folgen mit.

## Filmographie
- 1990–1991: Die glückliche Familie
- 1994: Der Fahnder
- 1994: Faust
- 1996: Kinder der Straße
- 1996: Was solln die Mätzchen Schätzchen
- 1998, 1999: Für alle Fälle Stefanie
- 1998–2000: Die Schule am See
- 2023: Laim und die schlafenden Hunde
- 2024: Die Pfefferkörner
- 2024: Die Kanzlei: Ein tiefer Fall
- 2025: München Mord: Nix für Angsthasen (Fernsehreihe)